# 约瑟夫·迪亚契
约瑟夫·迪亚契（法語：Joseph Déjacque；1821年12月27日—1864年11月18日），法国早期無政府共產主義者、诗人、哲学家和作家。迪亚契是有记录中最早使用“自由意志主义者”（法语：libertaire）描述自己的人。他在写于1857年的一封信中，批评了皮埃尔-约瑟夫·普鲁东对妇女的歧视，以及对市场经济和劳动产品个人所有权的支持，并说：“工人有权获得的不是其劳动产品，而是对其需求的满足，无论这些需求的性质如何。”